# Susan Wides
Susan Wildes (nascida em 1955) é uma fotógrafa americana.
O seu trabalho está incluído nas colecções do Museu Brooklyn, e do Museu de Belas Artes de Houston.